# Aedes euedes
Aedes euedes é um espécie de mosquito do Género Aedes, pertencente à família Culicidae.